# Johannes Ciconia
Johannes Ciconia (* um 1370–1375 in Lüttich; † zwischen 10. Juni und 12. Juli 1412 in Padua) war ein niederländischer Komponist und Musiktheoretiker des späten Mittelalters.
Er gilt als wichtiger Vorläufer der Franko-flämischen Musik. Seine Werke wurzeln sowohl in der französischen Ars Nova als auch in der italienischen Musik des Trecento.

## Abstammung, Leben und Wirken
In den historischen Dokumenten gibt es mehrere Personen dieses Namens, wobei die Forschung heute davon ausgeht, dass jene um 1335 / 1340 geborene Person mit großer Wahrscheinlichkeit der Vater des Komponisten Ciconia ist.
Dieser ältere Johannes Ciconia (Namensvariante „Jehan de Chywongne“) stammte aus der Familie eines wohlhabenden Kürschners („pelletier“), erhielt in seiner Heimatstadt Lüttich eine fundierte Ausbildung und war dort Priester und Kanoniker an der Kirche Saint Jean-l’Evangéliste. Im Jahr 1348 hatte er die Gelegenheit, Kardinal Gilles d’Albornoz nach Italien zu begleiten, wo er sich länger aufhielt und einen Einblick in den italienischen Musik- und Kompositionsstil bekam. Ab dem Jahr 1350 war er in Avignon tätig. Von 1359 bis 1362 bekleidete er die Stelle eines Kanonikus in Cesena. Um das Jahr 1370 soll er nach Lüttich zurückgekehrt sein und dort eine Familie gegründet haben. Sein Sterbedatum ist nicht überliefert; es gibt jedoch ein Dokument aus Padua vom 30. August 1405, in welchem er erwähnt ist als „quondam Johannis, de civitate Leodii“, also verstorben ohne Nennung seines Status als Kanoniker und Priester. Die Mutter des jüngeren Ciconia ist wahrscheinlich die Tochter von Jacques d’Heur gewesen, die vom Chronisten Jacques de Hemricourt als „une filhe mal provée, qui at plusieurs enfans natureis de saingnor Johan de Chywogne, canonne de Saint-Johan“ beschrieben wird.
Im Jahr 1385 ist ein „Jo Chiconia“ als Chorknabe an der genannten Kirche in Lüttich vermerkt; die nächste erhaltene Liste von 1389 enthält dann den Namen des jüngeren Ciconia nicht mehr. Bereits im Jahr 1391 weilte er in Rom, was aus einem Brief von Papst Bonifatius IX. (Amtszeit 1389–1404) vom 27. April 1391 hervorgeht: Hier wird ein früherer Dispens seiner unehelichen Abkunft anerkannt („super defectu natalium quem pateris de presbitero genitus“) und er wird als „clericus capelle“ des Kardinals Philippe d’Alençon († 1397) beschrieben. Die weiteren Formulierungen des Dokuments lassen darauf schließen, dass Ciconia mindestens sechs Monate in dessen Haushalt weilte. Möglicherweise blieb Ciconia bis zum Tod des Kardinals 1397 in Rom, jedoch ist dies nicht sicher. Wahrscheinlich ist, dass er in den späten 1390er Jahren am Hof von Giangaleazzo Visconti (1385–1402) in Pavia lebte, was sich aus der Datierung des Madrigals „Una panthera“ und anderer Kompositionen zu aktuellen Ereignissen ergibt.
Gesichert ist, dass sich Ciconia ab dem Jahr 1401 in Padua aufhielt; dort gewährte ihm am 11. Juli 1401 Francesco Zabarella (1360–1417) die Übertragung einer Pfründe an der Kirche von San Biagio di Roncaglia, und nur drei Tage später bekam Ciconia die Stelle eines Kaplans am Dom von Padua. Schon im folgenden Jahr (3. März 1402) wechselte er auf die Stelle eines „mansionarius“, und am 26. April 1403 wird er am gleichen Dom als „cantor et custos“ erwähnt. Es gilt als fast sicher, dass er kein Priester war. Ciconia blieb bis zum Ende seines Lebens in Padua und schuf hier einen großen Teil seiner Werke. Sein Gönner war hier der Komponist Antonio Zacara da Teramo (1350/1360–1413/1416), der ihm ein „beneficium“ gewährte. Am 10. Juni 1412 beglaubigte Ciconia ein letztes Dokument durch seine Unterschrift, und am 13. Juli 1412 erhielt sein Nachfolger Luca da Lendenara die Stelle eines Kantors am Dom, mit dem Vermerk „per mortem M. Johannis Ciconia“. Für Ciconias Begräbnis wurden kurz darauf große Summen aufgewendet.

## Bedeutung
Johannes Ciconia war einer der ersten „Niederländer“ aus dem heutigen Belgien, die in Italien gewirkt haben. Von ihm ist mehr Musik überliefert als von allen anderen um 1400 tätigen Komponisten (zu nennen sind hier Antonio Zacara da Teramo und Paolo Tenorista da Firenze), aber nur wenige von diesen zeigen eine vergleichbare Stilvielfalt und Originalität. Ciconias frühe Werke sind sowohl im rein französischen Stil wie auch im rein italienischen Stil geschrieben und gehören der Epoche der Ars subtilior an; seine späteren Kompositionen weisen dagegen eine eigentümliche Synthese von niederländischen und italienischen Stilelementen auf. Bei seinen Motetten hat er den Oberstimmen-Kanon der italienischen Caccia übernommen, ebenso die imitierende Schreibweise des italienischen Madrigals und hat damit den neuen Typ der „imitierenden Motette“ geschaffen. Neu in Ciconias Motetten ist insbesondere auch die allmähliche Umwandlung der satztechnischen Funktion des Tenors, der nun nicht mehr wie früher der Träger einer vorgegebenen Melodie ist, sondern als „Harmonieträger“ erscheint, womit er auf Guillaume Dufay (1400–1474) vorausweist (Heinrich Besseler). Seine neuartige Melodieführung ist stark auf das Wort bezogen und offenbar sehr vom Melodiestil von Francesco Landino (um 1335–1397) beeinflusst. Die späteren Werke gehören überhaupt zu den interessantesten und originellsten Stücken seiner Generation, wobei gerade seine Motetten und späten Lieder einen lange anhaltenden Einfluss auf die beginnende Epoche der Franko-flämischen Musik ausübten. Diese heute anerkannte Bedeutung Ciconias entstand durch die grundlegenden Arbeiten der Musikwissenschaftler Heinrich Besseler (1952) und Suzanne Clercx-Lejeune (1953), insbesondere aber durch die zweibändige Studie der letzteren aus dem Jahr 1960.
Die Abhandlung „Nova musica“ von Johannes Ciconia, bestehend aus fünf Büchern, stellt eine auffallende Synthese aus Musiktheorie, Intervall- und Moduslehre dar und bringt viele Zitate aus Werken früherer Musiktheoretiker, aber nur aus der Zeit vor dem Jahr 1100; der jüngste der zahlreichen zitierten Verfasser ist Berno von Reichenau (um 970–1048). Andererseits enthält sie viele Passagen, die offensichtlich aus dem „Lucidarium“ des Marchetto da Padova (14. Jahrhundert) stammen, ohne seinen Namen zu nennen. Die ganze Nova musica beeindruckt durch ihre gut dokumentierte Gelehrsamkeit, verzichtet aber gänzlich auf Aussagen. welche die eigene innovative Kompositionsweise betreffen. In seiner Proportionslehre fordert er, dass über die Kontrolle der Tondauern hinaus auch die Gesamtform proportional gestaltet werden müsse, eine Ansicht, die sich später Guillaume Dufay zu eigen gemacht hat. Nur im letzten Kapitel von „De proportionibus“ beschreibt Ciconia, eher ungenau und oberflächlich, die Neuerungen in der Notation, welche Franco von Köln (13. Jahrhundert), Philippe de Vitry (1291–1361) und der bereits erwähnte Marchetto da Padova eingeführt haben. Auffallend ist dagegen, dass Ciconia in seinen Abhandlungen nicht nur sorgfältig jeden Hinweis auf die Hexachordtheorie des Guido von Arezzo (kurz vor 1000–um 1050) vermeidet, sondern diesen und seine Anhänger auch immer wieder scharf kritisiert. Offenbar versucht er, zum System von Anicius Boethius (um 480–524) zurückzukehren, welches einfache Buchstabenbezeichnungen für die Tonhöhen vorsah, welche sich auf genaue mathematische Berechnungen der Intervalle auf dem Monochord beziehen.

## Musikalische Werke (Auswahl)
- Una panthera in compagnia de Marte, italienisches Madrigal zu 3 Stimmen, vermutlich 1399
- Ben che da vui donna, sia partito, Ballata zu 2 Stimmen, nur Diskant überliefert
- Per quella strada lactea del cielo, italienisches Madrigal zu 2 Stimmen, beschreibt detailliert das Wappen der Familie Carrara, 1401
- Gli atti col danzar Francesch' inanzi passa, Ballata zu 3 Stimmen
- Chi nel servir anticho me conduce, Ballata zu 3 Stimmen
- Sus un fontayne en remirant, Virelai zu 3 Stimmen
- Quod jactatur, Rätselkanon zu 3 Stimmen
- Poy che morir mi convien per to amore, Ballata
- I cani sono fuora per le mosse, italienisches Madrigal zu 2 Stimmen
- O rosa bella, o dolce anima mia, Ballata zu 3 Stimmen
- Cazando un giorno vidi una cervetta, italienisches Madrigal zu 2 Stimmen
- Lizadra donna che 'l mo cor contenti, Ballata zu 3 Stimmen
- Deduto sey a quel, Ballata grande zu 2 bis 3 Stimmen, inzwischen definitiv Antonio Zachara da Teramo zugeschrieben
- Mercé, o morte, o vaga anima mia, Ballata zu 3 Stimmen
- La fiamma del to amor che già me strinze, Ballata zu 2 Stimmen
- O Padua, sidus praeclarum, nicht isorhythmische Motette zu 3 Stimmen
- Venecie mundi splendor / Michael, qui Stena domus, nicht isorhythmische Motette zu 3 Stimmen zu Ehren des Dogen Michele Steno, vermutlich 3. Januar 1406
- Le ray au soleyl qui dret som karmeyne, kanonisches französisches Lied über das Wappen von Giangaleazzo Visconti († 1402)
- Aler m'en veus en strangne partie, Virelai zu 2 Stimmen
- Albane misse celitus / Albanus, doctor maxime, isorhythmische Motette zu 4 (oder 3?) Stimmen, vermutlich 8. März 1406
- Gloria und Credo, Messesätze zu 4 Stimmen, Tenor und Cantus mit Wiederholung und Diminution mit einleitendem Duo [die Verbindung zu dem lateinischen Lied „Regina gloriosa“, welche Suzanne Clercx (1960) vorgestellt hat, wird bei Bent / Hallmark, in Anlehnung an B. J. Layton 1960, verworfen]
- Gloria zu 4 Stimmen im Wechsel mit 2 Stimmen, tropiert „Spiritus et alme“
- Gloria zu 3 Stimmen, mit ansonsten unbekanntem Tropus „Suscipe, Trinitas“
- Gloria zu 3 Stimmen mit 1-stimmiger Einleitung
- Credo zu 3 Stimmen im Wechsel mit 2 Stimmen, basierend auf dem „Credo festivus“
- O virum omnimoda / O lux et decus / O beate Nicholae, nicht isorhythmische Motette zu 4 (oder 3?) Stimmen zu Ehren von St. Nicholas von Trani, unter Vorbehalt datiert auf 1393 / 94 und mit Sicherheit die einzige Motette ohne klare Bezüge zu Padua; von Besseler dagegen als ausgesprochenes Spätwerk betrachtet
- O proles Hispanie, isorhythmische Motette, nur 2-stimmig erhalten, zu Ehren des heiligen Antonius von Padua, mit 2 panisorhythmischen Teilen
- Petrum Marcello venetum / O Petre, antistes inclite, isorhythmische Motette zu 4 Stimmen mit 2 panisorhythmischen Teilen, vermutlich für die Einsetzung von Pietro Marcello als Bischof von Padua am 16. November 1409
- Ut te per omnes celitus / Ingens alumnus padue, isorhythmische Motette zu 4 (oder 3?) Stimmen mit 2 panisorhythmischen Teilen, zu Ehren von Francesco Zabarella
- O Petre, Christi discipule, lateinisches Lied zu 2 Stimmen, möglicherweise zur Krönung von Papst Alexander V. (Pietro Filargo da Candia) am 7. Juli 1409

## Theoretische Schriften
- Nova musica oder Musica nova (? kurz nach 1400), beide vorhandene Quellen anonym; das Werk wird jedoch in De proportionibus (Kapitel 9, 12, 14 und 15) als Ciconias Schrift erwähnt
- De proportionibus (datiert auf 1411, ist eine Überarbeitung von Buch III der Nova musica), gewidmet Giovanni Gasparo da Castelgumberto, Kanoniker von Vicenza

## Aufnahmen
- Opera Omnia, Diabolus in Musica, La Morra beim englischen Label Ricercar (Presto Classical), Aufnahme 2010, 2011 (Doppel-CD)